# Kruševo
Kruševo (in macedone Крушево?, in albanese Krushevë, in arumeno Crushuva) è un comune nella parte centrale della Macedonia del Nord. La sede municipale si trova a Kruševo, la città più alta di Macedonia del Nord perché sorge a un'altitudine di 1 250 m s.l.m.
Il comune confina con Plasnica a nord-ovest, con Makedonski Brod a nord, con Dolneni e Krivogaštani ad est, con  Mogila a sud e con Demir Hisar e Drugovo a sud.

## Società

### Evoluzione demografica
Secondo il censimento nazionale del 2002 questo comune ha 9 684 abitanti. I principali gruppi etnici includono:
- Macedoni – 6 081 (62,8%)
- Albanesi – 2 064 (21,5%)
- Valacchi – 1 020 (10,5%)
- Altri – 519 (5,3)

## Località
Il comune è formato dall'insieme delle seguenti località:
- Kruševo (sede comunale)
- Aldanci
- Arilevo
- Belušino
- Birino
- Borino
- Bučin
- Dolno Divjaci
- Gorno Divjaci
- Jakrenovo
- Miloševo
- Norovo
- Ostrilci
- Presil
- Pusta Reka
- Saždevo
- Selce
- Sveto Mitrani
- Vrboec